# Gangnae-myeon
Gangnae-myeon (koreanska: 강내면) är en socken i stadsdistriktet Heungdeok-gu i kommunen Cheongju i Sydkorea.
Den ligger i provinsen Norra Chungcheong, i den centrala delen av landet, 110 km söder om huvudstaden Seoul.